# María Auxiliadora Honorato Chulián
María Auxiliadora Honorato Chulián (Cadis, 30 de novembre de 1974) és una política espanyola, diputada per Sevilla al Congrés durant les XI i XII legislatures.

## Biografia
Llicenciada en Dret per la Universitat de Sevilla i en Antropologia Social per la UNED, des de 2002 és funcionària del Cos Superior de Gestió Administrativa de la Junta d'Andalusia. Forma part del Consell Ciutadà Estatal i del Consell Ciutadà andalús de Podem i és secretària d'Acció Institucional. Al desembre de 2015 va ser triada diputada per Sevilla al Congrés dels Diputats i reelegida en 2016.